# (7515) Marrucino
(7515) Marrucino est un astéroïde de la ceinture principale.

## Description
(7515) Marrucino est un astéroïde de la ceinture principale. Il fut découvert le 5 mars 1986 à La Silla par Giovanni de Sanctis. Il présente une orbite caractérisée par un demi-grand axe de 2,37 UA, une excentricité de 0,02 et une inclinaison de 0,2° par rapport à l'écliptique.

## Compléments